# Aleksander Wittlin
Aleksander Wittlin (ur. 1950)  – polski fizyk, dr hab., profesor nadzwyczajny Szkoły Nauk Ścisłych, Katedry Fizyki Wydziału Matematycznego i Przyrodniczego Uniwersytetu Kardynała Stefana Wyszyńskiego.

## Życiorys
Obronił pracę doktorską, następnie uzyskał stopień doktora habilitowanego. Otrzymał nominację profesorską. Został zatrudniony na stanowisku adiunkta w Instytucie Matematycznym Polskiej Akademii Nauk, oraz w Instytucie Fizyki PAN.
Piastuje stanowisko profesora nadzwyczajnego w Szkole Nauk Ścisłych, Katedry Fizyki na Wydziale Matematycznym i Przyrodniczym Uniwersytetu Kardynała Stefana Wyszyńskiego.